# Acheilognathus macropterus
Acheilognathus macropterus là loài cá nước ngọt thuộc họ Cá chép.